# La Cumparsita
| |
| [[Fil:\|thumb\|[[Media:\|La Cumparsita]] ([[:Image:\|filinformation]]) Komponerad av Gerardo Matos Rodríguez och framförd av Roberto Firpo (längd 3 minuter, 47 sekunder)]] |

La Cumparsita är ett av världens mest spelade musikstycken inom tango. Det komponerades ursprungligen som en marsch av studenten  Gerardo Matos Rodríguez från Uruguay. Många tango-dj väljer att avsluta sina milongor med La Cumparsita.
Stycket skrevs 1915 och Gerardo Matos Rodríguez lade till ord året därpå, då orkesterledaren Roberto Firpo valde att framföra stycket. 1924 skrev Enrique Maroni och Pascual Contursi en ny text med titeln Si Supieras.
Verket var anonymt - den unge författaren uppgav inte sitt namn, antingen av blygsamhet eller naivitet, men Firpo kände säkert till det. Roberto Firpo fullbordade Cumparsita: med hjälp av material från sina egna tangon skrev han en andra sats och lade sedan till en tredje, med musik från Verdis opera Il Trovatore. Cumparsita har alltså tre kompositörer: Rodriguez-Firpo-Verdi, även om Firpo aldrig ansåg sig ha rätt att göra anspråk på att vara medförfattare, eftersom han ansåg att dess framgång helt och hållet berodde på att den första satsen tillhörde Matos Rodriguez.